# Istanbuls universitet

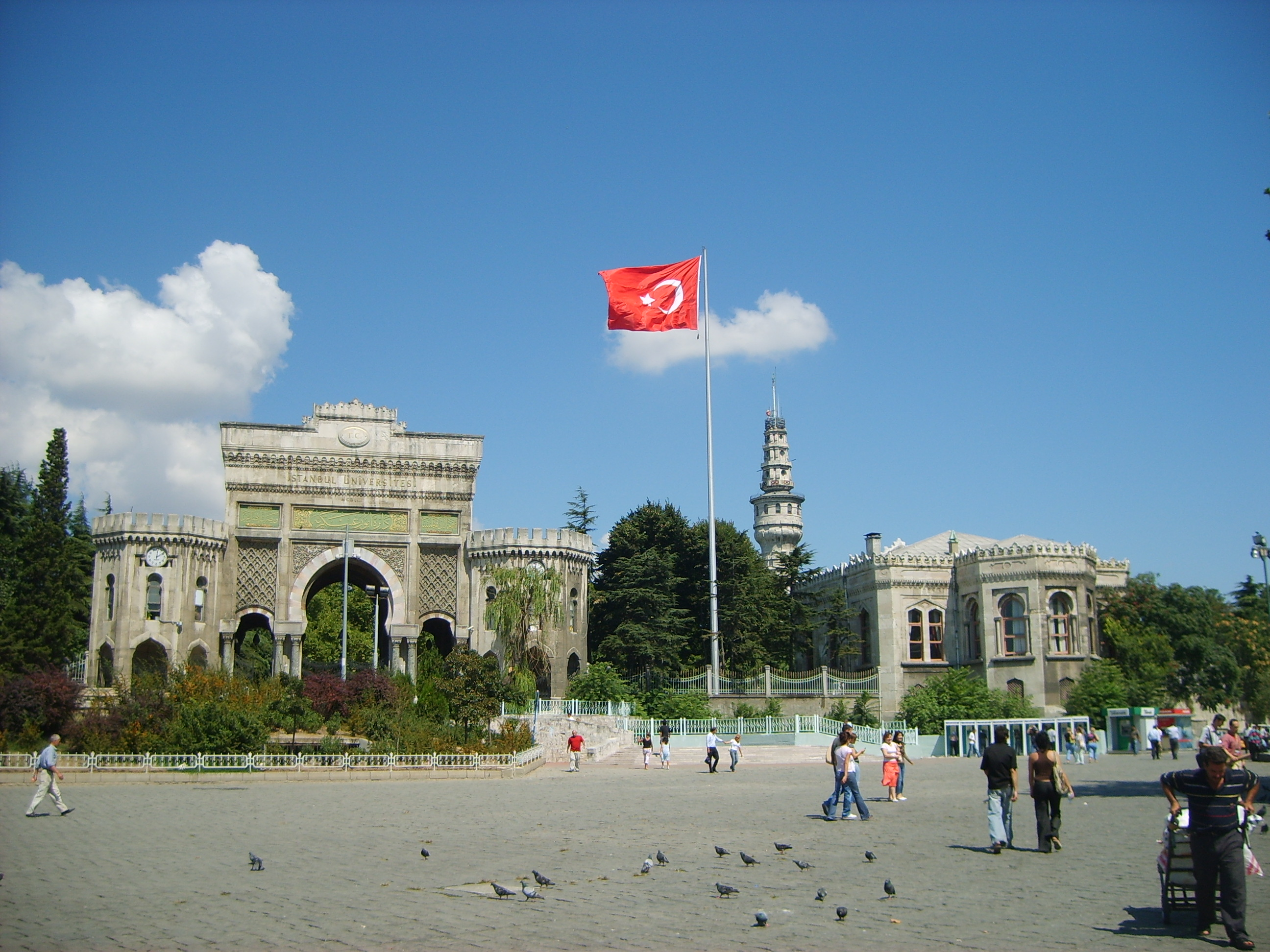
Entrén till universitetets största campus, vid Beyazıttorget.

Istanbuls universitet (turkiska: İstanbul Üniversitesi) är ett universitet i Istanbul, Turkiet, med anor från 400-talet.
Föregångaren till Istanbuls universitet grundades 425 som Pandidakterion. På 1400-talet blev den en madrasa, som under en period på 1800-talet också gav undervisning i sekulära ämnen. 1924 fick skolan sitt nuvarande namn, då juridik-, medicin- och konstfakulteterna upprättades.